# Еріка Люст
Еріка Галлквіст (нар. 22 лютого 1977, Стокгольм, Швеція), відома як Еріка Люст (Erika Lust) — шведська режисерка порнофільмів, сценаристка та продюсерка. Разом з Петрою Джой (нім. Petra Joy) та Анною Спан (англ. Anna Span) є популяризаторкою жанру феміністичної порнографії. Написала кілька книг, зняла понад 10 порнофільмів. Живе та працює в Барселоні.

## Біографія
Народилася 22 лютого 1977 року в Стокгольмі, Швеція. Закінчила Лундський університет (1999) зі ступенем бакалавра (людські права та фемінізм).
Навчаючись в університеті, прочитала книгу Лінди Вільямз Hard Core: Power, Pleasure, and the «Frenzy of the Visible» (1989), яка сильно вплинула на її творчість. Вона також називає фільм Жана-Жака Ано «Коханець» джерелом натхнення, стверджуючи, що завжди дуже любила кінематограф та театр.
2000 року переїхала до Барселони, де ходила на вечірні курси з режисури.

### Порноіндустрія
Зняла свій перший порнофільм, короткометражку «Хороша дівчина», у 2004 році. Він поширювався безкоштовно через інтернет і його завантажили понад 2 мільйони разів протягом першого місяця. Фільм було представлено на Барселонському міжнародному кінофестивалі еротичних фільмів 2005 року, за нього вона здобула премію Ninfa.
Того ж року вона заснувала студію Lust Films, яка працює над випуском порнографічних короткометражок та компіляцій. Її «П'ять чуттєвих історій для неї» (англ. Five Hot Stories For Her), антологія з п'яти віньєток, що включала «Хорошу дівчину», здобула кілька міжнародних відзнак у 2007 році.
Еріка Люст вважає, що порнофільми також можуть використовуватися як освітній інструмент, щоб допомогти краще зрозуміти сексуальність, вплинути на сприйняття ролей у ній. Для неї порнографія є «найбільш важливим дискурсом про стать та сексуальність».
У 2010 році Люст відкрила онлайн еротичний кінотеатр Lust Cinema, де показують її власні твори та твори авторів нової хвилі еротичних фільмів.
Фільм «Кабаре „Бажання“» (англ. Cabaret Desire) приніс їй премію за феміністичне порно у 2012 році. Також він здобув премію глядацьких симпатій Cinekink як найкращий фільм.
2013 року вона започаткувала перший краудсорсинговий проєкт в історії порнографії, XConfessions. Перші дві компіляції її серіалу XConfessions були відзначені нагородою Hottest Straight Vignette у 2014 та 2015 роках. У неї є власний онлайн магазин, де продаються її книги та фільми, а також секс-іграшки та інші еротичні товари. Її компанія налічує 12 осіб персоналу.
Люст веде блог, є авторкою кількох книг про секс та порно. Її книга «Хороше порно» (англ. Good Porn) була опублікована 2009 року у видавництві Seal Press.

### XConfessions
Режисерка знімає короткі порнофільми, які базуються на краудсорсингових історіях. Глядачі можуть писати анонімні зізнання на сайті проєкту. Кожного місяця Люст вибирає дві історії, які знімає. Уже вийшло 5 збірників таких короткометражок. XConfessions були представлені на Берлінському фестивалі порно в 2014 році.

## Вибрана фільмографія

### Порнофільми
- 2008: Barcelona Sex Project
- 2010: Life Love Lust
- 2011: «Кабаре „Бажання“» (англ. Cabaret Desire)

### Збірки короткометражок
- 2007: «П'ять чуттєвих історій для неї» включаючи «Щось про Надю» (англ. Something about Nadia)
- 2013: XConfessions vol. 1
- 2014: XConfessions vol. 2 включаючи The Art of Spanking
- 2014: XConfessions vol. 3
- 2015: XConfessions vol. 4
- 2015: XConfessions vol. 5

### Короткометражки
- 2004: «Хороша дівчина»
- 2009: «Наручники» (англ. Handcuffs)
- 2010: «Люби мене так, наче ненавидиш мене» (англ. Love Me Like You Hate Me; зроблено із Венерою О'Хара (англ. Venus O'Hara))
- 2011: «Кімната 33» (англ. Room 33; сиквел до «Наручники»)

## Книги
- 2009: X: a Woman's Guide to Good Porn
- 2010: Erotic Bible to Europe
- 2010: «Люби мене так, наче ненавидиш мене» із Венерою О'Хара
- 2011: Shooting Sex: How to Make an Outstanding Sex Movie with Your Partner (електронна книга, також польською)[17]
- 2011: Six Female Voices з Антія Паґант (англ. Antia Pagant)
- 2013: La Canción de Nora (Пісня Нори)

## Відзнаки та нагороди
| Рік  | Організація                                               | Нагорода                       | Категорія                                 | Номінація                        | Результат      |
| ---- | --------------------------------------------------------- | ------------------------------ | ----------------------------------------- | -------------------------------- | -------------- |
| 2005 | Барселонський міжнародний кінофестиваль еротичних фільмів | Приз Ninfa                     | Перший приз за короткі X-фільми           | «Хороша дівчина»                 | Перемога       |
| 2007 | Барселонський міжнародний кінофестиваль еротичних фільмів | Приз Ninfa                     | Найкращий сценарій                        | «П'ять чуттєвих історій для неї» | Перемога       |
| 2007 | Venus Fair Berlin                                         | Eroticline Award               | Найкращий дорослий фільм для жінок        | «П'ять чуттєвих історій для неї» | Перемога       |
| 2008 | Good for Her Toronto                                      | Feminist Porn Award            | Фільм року                                | «П'ять чуттєвих історій для неї» | Перемога       |
| 2008 | Cinekink New York                                         | Cinekink Award                 | Найкраща короткометражка                  | «Щось про Надю»                  | Почесна згадка |
| 2008 | Venus Fair Berlin                                         | Eroticline Award               | Найкраща еротична документалістика        | Barcelona Sex Project            | Перемога       |
| 2009 | Good for Her Toronto                                      | Feminist Porn Award            | Фільм року                                | Barcelona Sex Project            | Почесна згадка |
| 2010 | Cinekink New York                                         | Cinekink Award                 | Найкраща експериментальна короткометражка | «Наручники»                      | Перемога       |
| 2010 | Good for Her Toronto                                      | Feminist Porn Award            | Найсексуальніший короткий фільм           | «Наручники»                      | Перемога       |
| 2011 | Good for Her Toronto                                      | Feminist Porn Award            | Фільм року                                | Life Love Lust                   | Перемога       |
| 2011 | Cinekink New York                                         | Cinekink Award                 | Найкраща короткометражка                  | «Кімната 33»                     | Почесна згадка |
| 2011 | Orgazmik Zürich                                           | Orgazmik Award                 | Найкращий фільм (пари)                    | «Кабаре „Бажання“»               | Перемога       |
| 2012 | Good for Her Toronto                                      | Feminist Porn Award            | Фільм року                                | «Кабаре „Бажання“»               | Перемога       |
| 2012 | Cinekink New York                                         | Cinekink Audience Choice Award | Best Narrative Feature                    | «Кабаре „Бажання“»               | Перемога       |
| 2012 | Cupido Norway                                             | Cupido Filmpris                |                                           | «Наручники»                      | Перемога       |
| 2014 | Good for Her Toronto                                      | Feminist Porn Award            | Hottest Straight Vignette Series          | XConfessions вип. 1              | Перемога       |
| 2014 | Fetisch Film Festival Germany                             | Fetisch Award                  | Best Feature-Length                       | XConfessions вип. 1              | Перемога       |
| 2015 | Good for Her Toronto                                      | Feminist Porn Award            |                                           | The Art of Spanking              | Номінація      |
| 2015 | Good for Her Toronto                                      | Feminist Porn Award            | Hottest Straight Vignette                 | XConfessions вип. 2              | Перемога       |
| 2015 | Good for Her Toronto                                      | Feminist Porn Award            | Сайт                                      | xconfessions.com                 | Почесна згадка |